# Super-mellemvægt
Super-mellemvægt er betegnelsen for en vægtklasse, der benyttes indenfor boksning. Super-mellemvægt ligger over mellemvægt og under letsværvægt. 
I professionel boksning er vægtgrænsen for super-mellemvægt 168 engelske pund (76,204 kg).
Super-mellemvægt anerkendes alene i professionel boksning, og vægtklassen benyttes således ikke i amatørboksning. 
Super-mellemvægt er en relativ ny vægtklasse. Den blev introduceret af det dengang nyetablerede bokseforbund International Boxing Federation med en VM-kamp den 28. marts 1984, hvor Murray Sutherland besejrede Ernie Singletary, og derved blev den første verdensmester i klassen nogensinde. I slutningen af 1980'erne blev klassen anerkendt af de adskillige andre bokseforbund. 
Mikkel Kessler har vundet WBC- og WBA-titlerne i klassen, og Mads Larsen og Rudy Markussen har begge vundet EBU-titlen.

## Nuværende mestre
| Forbund       | Vandt titlen      | Mester           | Rekord         | Forsvaret |
| ------------- | ----------------- | ---------------- | -------------- | --------- |
| WBA (Super)   | 21. november 2009 | Andre Ward       | 26-0 (14 KO)   | 5         |
| WBA (Regular) | 25. maj 2013      | Carl Froch       | 31-2-0 (22 KO) | 0         |
| WBC           | 17. december 2011 | Seiko Bika       | 32-5 (21 KO)   | 0         |
| WBO           | 23. marts 2013    | Robert Stieglitz | 48-3 (26 KO)   | 1         |
| IBF           | 26. maj 2011      | Carl Froch       | 31-2 (22 KO)   | 1         |
| The Ring      | 17. december 2011 | Andre Ward       | 26-0 (14 KO)   | 1         |

Opdateret pr. 11. oktober 2013

## Længst regerende mestre
Below is a list of longest reigning super middleweight champions in boxing measured by the individual's longest reign. Career total time as champion (for multiple time champions) does not apply.
|     | Navn              | Regeret                    | Titel(er)                    | Forsvaret |
| --- | ----------------- | -------------------------- | ---------------------------- | --------- |
| 1.  | Joe Calzaghe      | 10 år, 11 måneder, 15 dage | IBF, WBA, WBO, WBC, The Ring | 21        |
| 2.  | Sven Ottke        | 5 år, 5 måneder, 3 dage    | IBF, WBA (Super)             | 21        |
| 3.  | Frankie Liles     | 4 år, 10 måneder, 0 dage   | WBA                          | 8         |
| 4.  | Lucian Bute       | 4 år, 7 måneder, 7 dage    | IBF                          | 9         |
| 5.  | Chris Eubank      | 4 år, 4 måneder, 0 dage    | WBO                          | 14        |
| 6.  | Chong-Pal Park    | 3 år, 7 måneder, 17 dage   | IBF, WBA                     | 10        |
| 7.  | Nigel Benn        | 3 år, 4 måneder, 28 dage   | WBC                          | 9         |
| 8.  | Robert Stieglitz  | 3 år, 0 måneder, 3 dage    | WBO                          | 6         |
| 9.  | Mikkel Kessler    | 2 år, 11 måneder, 23 dage  | WBA (Super)                  | 4         |
| 10. | Sugar Ray Leonard | 2 år, 1 måneder, 8 dage    | WBC                          | 2         |